# Răjdak
Răjdak (în bulgară Ръждак) este un sat în Obștina Petrici, Regiunea Blagoevgrad, Bulgaria.

## Demografie
Componența etnică a satului Răjdak
     Bulgari (93,7%)
     Nicio identificare (6,29%)
     Altele (0%)
La recensământul din 2011, populația satului Răjdak era de 270 locuitori. Din punct de vedere etnic, majoritatea locuitorilor (93,7%) erau bulgari. Pentru 6,29% din locuitori nu este cunoscută apartenența etnică.